# Saarmunder Berg
Saarmunder Berg este o arie protejată (arie specială de conservare — SAC, sit de importanță comunitară — SCI) din Germania întinsă pe o suprafață de 76,71 ha, integral pe uscat.

## Localizare
Centrul sitului Saarmunder Berg este situat la coordonatele 52°18′45″N 13°06′15″E / 52.3125°N 13.1042°E.

## Înființare
Situl Saarmunder Berg a fost declarat sit de importanță comunitară în septembrie 2000 pentru a proteja 3 specii de animale. Situl a fost protejat și ca arie specială de conservare în octombrie 2016.

## Biodiversitate
Situată în ecoregiunea continentală, aria protejată conține 2 habitate naturale: Vegetație psamofilă uscată cu pășuni deschise de Corynephorus și Agrostis, Pajiști uscate europene.
La baza desemnării sitului se află mai multe specii protejate de  păsări (3): fâsă-de-câmp (Anthus campestris), sfrâncioc roșiatic (Lanius collurio), ciocârlie de pădure (Lullula arborea).
Pe lângă speciile protejate, pe teritoriul sitului au mai fost identificate 2 specii de plante, 1 specie de reptile.